# 中國音樂學
《中國音樂學》是中国艺术研究院音乐研究所主辦的一份學術期刊，是中文核心期刊之一，是中國大陸最權威的音乐类核心期刊。:6

## 歷史
《中國音樂學》的前身是1980年代早期中国艺术研究院音乐研究所出版的《音乐学丛刊》，這份期刊總共在1981年、1982年、1984年和1986年出版過4期。魏廷格為其改名《中國音樂學》，而郭乃安則為其定下英文名《Musicology in China》。《中國音樂學》正式創刊於1985年末，郭乃安為首任主編，並一直擔任主編直至2002年。:6:36